# 費倫湖
47°15′6″N 9°25′0″E / 47.25167°N 9.41667°E

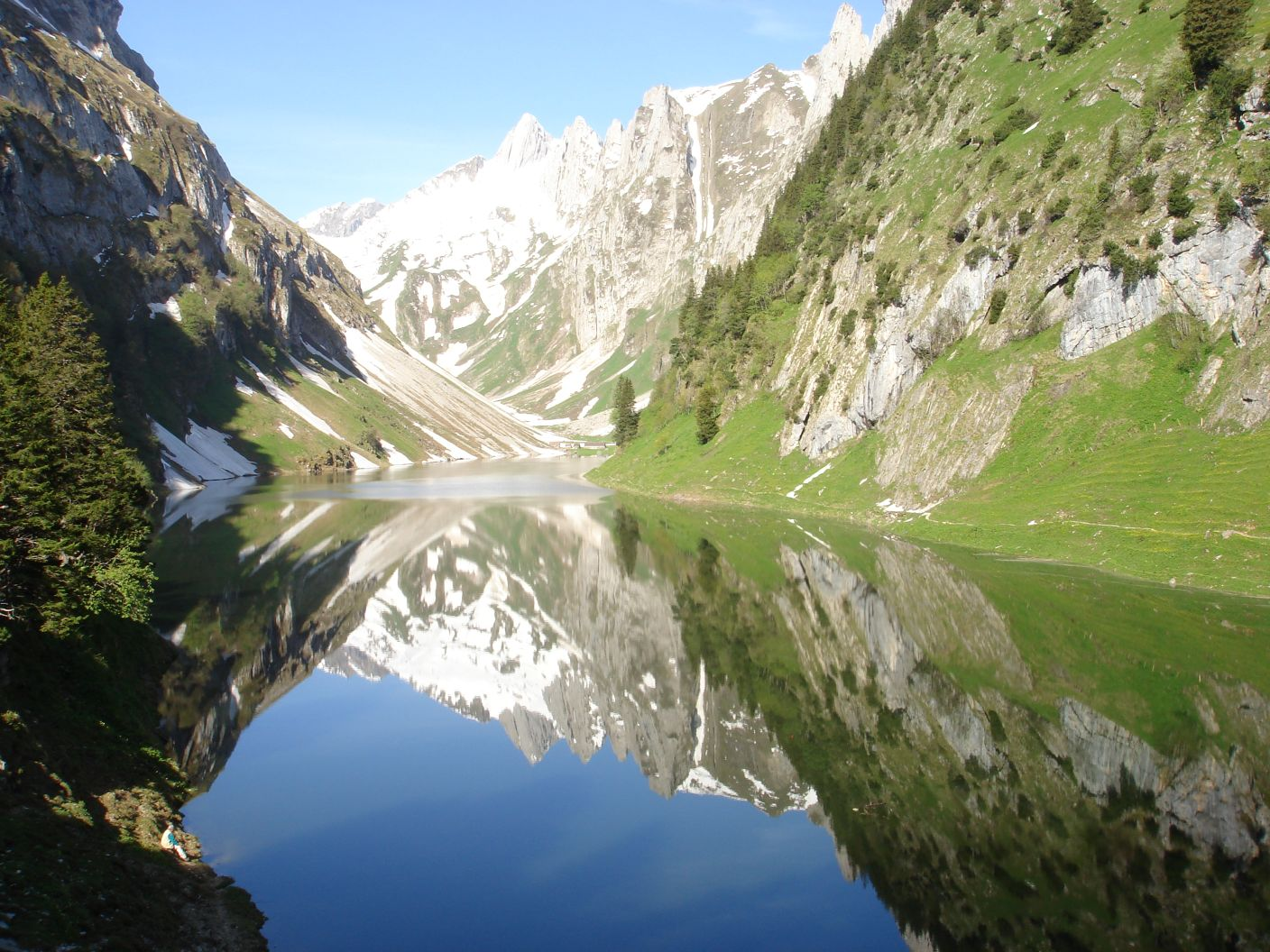

費倫湖（Fälensee），是瑞士的湖泊，位於該國東北部，由內阿彭策爾州負責管轄，處於阿爾卑斯坦山脈，長1公里、寬0.3公里，面積0.12平方公里，海拔高度1,446米。